# Башта Олександр Ілліч

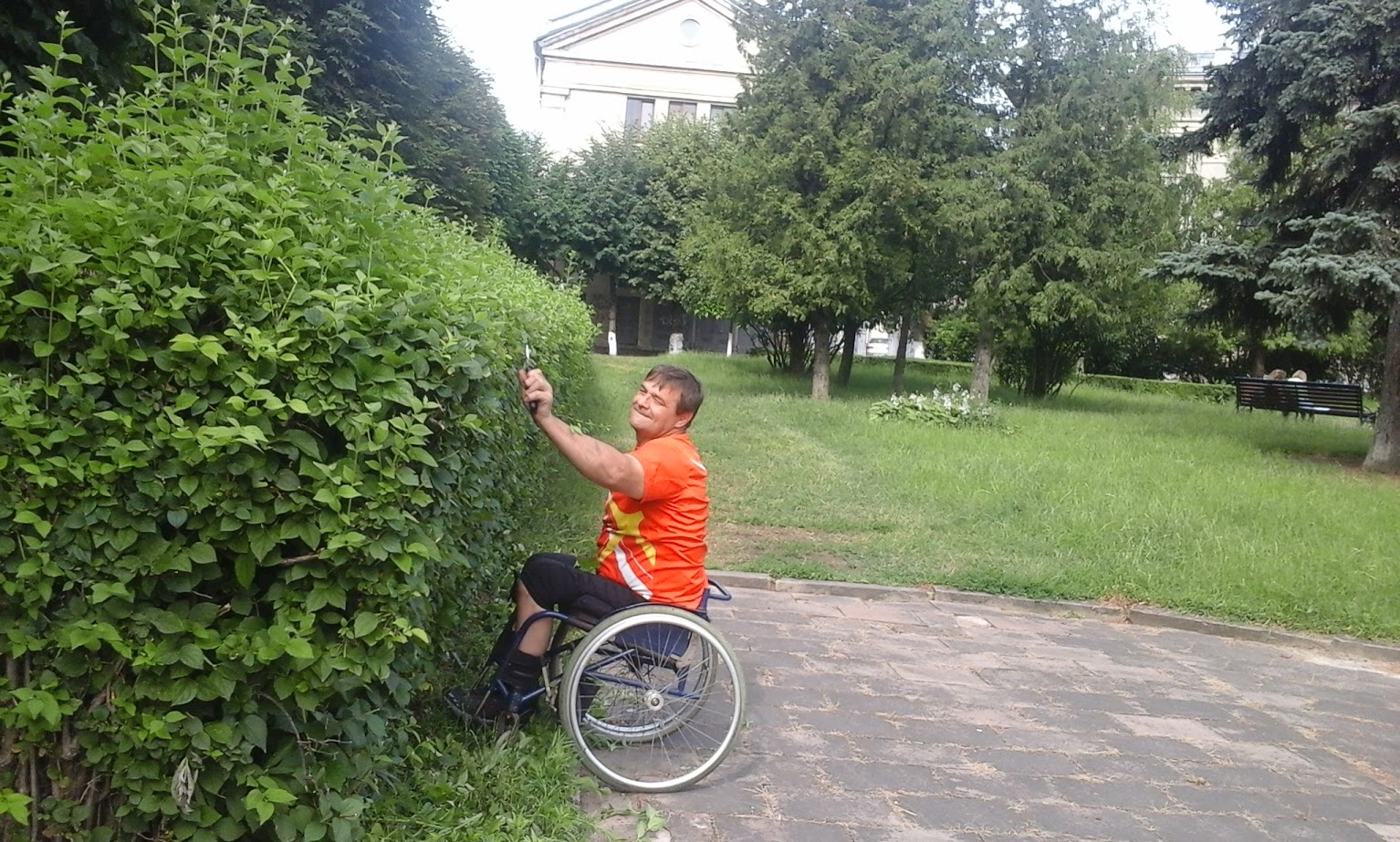
Олександр Башта обрізає кущі у сквері

Олександр Ілліч Башта (16 травня 1961, м. Стрий, Україна — 10 жовтня 2019, м. Тернопіль, там само) — український спортсмен, громадський діяч. Член фракції Всеукраїнське об'єднання «Свобода» в Тернопільській обласні раді. Майстер спорту України. Почесний громадянин Тернопільської області (2022, посмертно).

## Життєпис
Олександр Башта народився в місті Стрий Львівської області України.
Закінчив Оренбурзьку школу, Балашовське вище військове училище льотчиків (1986, спеціальність — льотчик-інженер), Тернопільський педагогічний інститут (1992, нині національний університет). Працював тренером з тенісу.
У 1986—1988 рр. проходив службу в армії.
24 серпня 1992 р. при виконані польоту на параплані отримав травму хребта. З того часу пересувався на візку, інвалід I групи.
З 1996 р. працював, ТОВ «НатурПродуктВега».
З 1995 р. громадський діяч.
Окрім іншого, вже будучи прикутим до інвалідного візка, Олександр займався важкою атлетикою, брав участь в обласних змаганнях серед людей з обмеженими можливостями. Також він є автором мініатюрних фігурок воїнів УПА.
Помер 10 жовтня 2019 р. в Тернополі.

## Нагороди
- почесний громадянин Тернопільської області (26 серпня 2022, посмертно)[3];
- відзнака Тернопільської міської ради (2014[4], 2015[5]);
- ювілейна відзнака з нагоди 200-річчя від дня народження Т. Г. Шевченка (2014)[6].